# Guymon
Guymon is een plaats (city) in de panhandle van de Amerikaanse staat Oklahoma. De stad is de bestuurszetel van Texas County.

## Demografie
Bij de volkstelling in 2000 werd het aantal inwoners vastgesteld op 10.472.
In 2006 is het aantal inwoners door het United States Census Bureau geschat op 10.696, een stijging van 224 (2,1%).

## Geografie
Volgens het United States Census Bureau beslaat de plaats een oppervlakte van 18,9 km², geheel bestaande uit land.

## Plaatsen in de nabije omgeving
De onderstaande figuur toont nabijgelegen plaatsen in een straal van 36 km rond Guymon.